# Funda Müjde
Funda Müjde (Adana, 4 september 1961) is een Turks-Nederlandse actrice, voornamelijk bekend door haar rollen als Derya Usta in de RTL-serie Vrouwenvleugel, verpleegster Selma Lokman in Medisch Centrum West en Elif Baydar in de soap Goede tijden, slechte tijden.

## Biografie
Müjde groeide op in Zaandam. In haar jeugd koesterde ze al de ambitie om ooit op het toneel te mogen spelen. Haar eerste filmrol speelde ze in de korte film Turkse Video, waarin zij de rol van Suheyla vertolkte. Drie jaar later, in 1987, speelde Müjde de rol van Arzu Sülün in het door Hans Hylkema geregisseerde Julia's Geheim. Ook op het gebied van televisie begon de actrice zich eind jaren tachtig te ontwikkelen. Na een gastrol in Zeg 'ns Aaa werd zij in 1990 gecast voor de rol van Selma Lokman in de populaire ziekenhuisserie Medisch Centrum West. Müjde verving actrice Erna Sassen. Na één seizoen werd haar personage uit de serie geschreven.
Begin jaren negentig werd Müjde gecast voor de rol van Derya Usta in de dramaserie Vrouwenvleugel. Vrouwenvleugel was de eerste grote dramaserie van de commerciële televisiezender RTL 4. De opnamen van de serie vonden plaats in Luxemburg. Vrouwenvleugel won in 1994 de Gouden Televizierring. Na Vrouwenvleugel werd het rustig rond de actrice. Het zou nog tot 2000 duren voordat zij een gastrol speelde in de politieserie Russen. In het eerste decennium van de nieuwe eeuw vertolkte Müjde gastrollen in Keyzer & De Boer Advocaten, Shouf Shouf! en ff moeve. In 2004 werd de De Triomfprijs aan haar toegekend.
Tijdens de reünie van de dramaserie Vrouwenvleugel voor het televisieprogramma Typisch RTL werd duidelijk dat Müjde sinds 2007 in een rolstoel zit. Tijdens een bezoek aan Istanboel raakte zij betrokken bij een auto-ongeluk. De taxi waarin zij zat sloeg meerdere malen over de kop. Als gevolg van een beschadigde ruggenmerg en wervelkolom liep de actrice een dwarslaesie op. Ondanks haar lichamelijke beperking, bleef zij acteren. In het jaar 2012 speelde zij meerdere malen de rol van Elif Baydar, de moeder van Nuran en Aysen, in de soap Goede tijden, slechte tijden.

## Filmografie
- Turkse Video (korte film) - Suheyla (1984)
- Julia's geheim - Arzu Sülün (1987)
- Medisch Centrum West - Verpleegkundige Selma Lokman (1991-1992)
- Vrouwenvleugel - Derya Usta (1993)
- Russen - Yasmine Demirbas (2000)
- Vrijdag de 14e: Erekwestie - Moeder (2003)
- ff moeve - Ezra's moeder (2004)
- Keyzer & De Boer Advocaten - Mirjam Ibis (Afl., De zorgleerling, 2005)
- Shouf Shouf! - Hanan (2006)
- Koen Kampioen - Fatma (2012)
- Goede tijden, slechte tijden - Elif Baydar (2012)